# Бежиці (Росія)
Бежиці (рос. Бежицы) — присілок в Бежецькому районі Тверської області Російської Федерації.
Населення становить 6 осіб. Входить до складу муніципального утворення Филипковське сільське поселення.

## Історія
Від 2005 року входить до складу муніципального утворення Филипковське сільське поселення.

## Населення
| 1859 | 2008 | 2010 |
| ---- | ---- | ---- |
| 67   | ↘6   | →6   |